# Leslie County
Leslie County är ett administrativt område i delstaten Kentucky, USA. År 2010 hade county 11 310 invånare. Den administrativa huvudorten (county seat) är Hyden. 

## Geografi
Enligt United States Census Bureau har countyt en total area på 1 047 km². 1 046 km² av den arean är land och 1 km² är vatten. 

### Angränsande countyn
- Perry County - norr & öst
- Harlan County - sydost
- Bell County - sydväst
- Clay County - väst